# Constituição soviética de 1977
A Constituição Soviética de 1977, aprovada em 7 de outubro desse ano, foi a última Constituição vigente no estado soviético, foi criada durante o regime de Leonid Brejnev, por isso, muitas vezes é citada como Constituição Brejnev. A Constituição Soviética de 1977 é uma das mais singulares de toda a história, pois tem por base um sistema socialista e todas as suas noções de justiça.
A Constituição defendia os poderes absolutos dos trabalhadores, sob a chamada Ditadura do Proletariado, conduzido pelo Partido Comunista da União Soviética, e os propósitos do desenvolvimento do comunismo no país, a Constituição também incluía um novo hino para a nação, e reformas no brasão e na bandeira.
Foi criada pela necessidade de um novo regulamento constitucional para o país.
A União das Repúblicas Socialistas Soviéticas é uma nação de todos os povos, expressante dos valores e desejos dos operários, camponeses, intelectuais e da classe trabalhadora de todas as nações e nacionalidades.
A Constituição considerava crime grave o parasitismo, que consistia na exploração do trabalho alheio, também era obrigatório o serviço militar, como forma de prestígio à pátria soviética, e a deserção era considerada crime de traição, a defesa da propriedade soviética considerava gravíssimo o vandalismo e a corrupção, a defesa da criança soviética previa a educação social das crianças, para que desenvolvesse trabalhos úteis para a sociedade socialista.
Com relação aos direitos individuais, eram somente respeitados se não ferissem os direitos comuns. A Constituição aumentava os direitos religiosos, de imprensa livre, expressão e manifestações, incluindo os direitos a quaisquer trabalhos artísticos, privacidade, segurança da casa e família e segurança social.
A Constituição manteve a seção a respeito da separação das demais repúblicas do país, importante para o desenvolver da desintegração da União Soviética, em 1991.
A data de aprovação, 7 de outubro, tornou-se um feriado no país, a um mês do principal momento festivo, a Revolução do Grande Outubro, comemorada no sétimo dia do mês seguinte.
Essa Constituição foi substituída pela Constituição russa de 1993, que defendia principalmente os direitos individuais e a liberdade dos cidadãos.

## Documentos
- Constituição Soviética de 1977 (Russo Inglês)